# William Kelly (théologien)
William Kelly (mai 1821 - 27 mars 1906) est un membre irlandais des Frères de Plymouth, et un écrivain prolifique.

## Biographie
Kelly est né à Millisle, dans le comté de Down, en Irlande. Il fait ses études au Trinity College de Dublin. Orphelin de père dès son plus jeune âge, il subvient à ses besoins en enseignant à la famille d'un certain M. Cachemaille, Recteur de Sercq. Il obtint un poste de gouverneur auprès du seigneur de Sercq en 1841. Il se marie à Guernesey et s'installe à Blackheath, Londres, dans les années 1870.
En 1840, Kelly fait sa confession chrétienne et, peu de temps après, il adopte les vues des Frères de Plymouth et en devient membre. Il conserve un lien étroit avec les îles Anglo-Normandes pendant trente ans, résidant principalement à Guernesey.
En plus d'aider Samuel Prideaux Tregelles dans ses recherches en tant que critique biblique, Kelly publie également, en 1860, une édition critique du Livre de l'Apocalypse, qui a été saluée par Heinrich Ewald de Göttingen. Ces études sont menées parallèlement à l’édition d’un périodique intitulé The Prospect. Il prend la direction de The Bible Treasury en 1857 et continue jusqu'à sa mort. En tant que rédacteur de ce dernier, il est amené à correspondre avec Henry Alford, le lexicographe Robert Scott, le principal Edwards et William Sanday d'Oxford, entre autres.
Kelly est décédé le 27 mars 1906. Peu avant sa mort, Kelly déclare : « Il y a trois choses réelles : la Croix, l'inimitié du monde, l'amour de Dieu. ».

## Ministère
Il s'identifie pleinement au corps de doctrine développé par John Nelson Darby, dont il est le bras droit pendant de nombreuses années, jusqu'à ce qu'il rompe ses liens et forme une faction qui portait son nom.
Les écrits rassemblés de John Nelson Darby sont édités par Kelly. Il édite aussi les écrits de John Gifford Bellett. Les propres écrits de Kelly contiennent des conférences ou des notes sur tous les livres de la Bible. Les pages de titre des œuvres de Kelly portaient généralement les initiales « WK ». Après 1890, il publie Au commencement, recommandé par l'archevêque Benson et contenant des écrits sur les prophéties d'Isaïe, de l'Évangile de Jean, de l'épître aux Hébreux, des épîtres de Jean ; un volume de 600 pages sur l'inspiration divine des Écritures et ses dernières paroles sur le retour du Christ, dans lesquelles il défend l'originalité de l'enseignement de Darby concernant l'Enlèvement secret.